# Escargots à la charentaise
Pour les articles homonymes, voir Escargot (homonymie).
Les escargots à la charentaise ou cagouilles à la charentaise sont une recette de cuisine traditionnelle de la cuisine charentaise, à base d'escargot Petit-gris (ou Gros-Gris), cuisinés au beurre, chair à saucisse, vin blanc, cognac, et tomates.

## Histoire
Les escargots sont consommés depuis les chasseurs-cueilleurs de la Préhistoire. Le Petit-gris est un des symboles emblématiques de la Charente. Cette recette est une variante des escargots à la bordelaise.

## Préparation
Il existe diverses variantes locales de cette recette familiale,. Faire revenir au beurre Charentes-Poitou, dans une cocotte, des échalotes, ail haché, éventuellement des poireaux et carottes, et du jambon de pays (ou chair à saucisse). Ajouter du vin blanc sec, des tomates concassées, et éventuellement du cognac. Saler poivrer et poursuivre la cuisson à feu doux une dizaine de minutes. Ajouter les escargots (pré-cuits au court-bouillon), et continuer la cuisson à feu doux pendant 10 minutes. Servir dans des cassolettes, avec du persil haché,,,.

## Quelques variantes

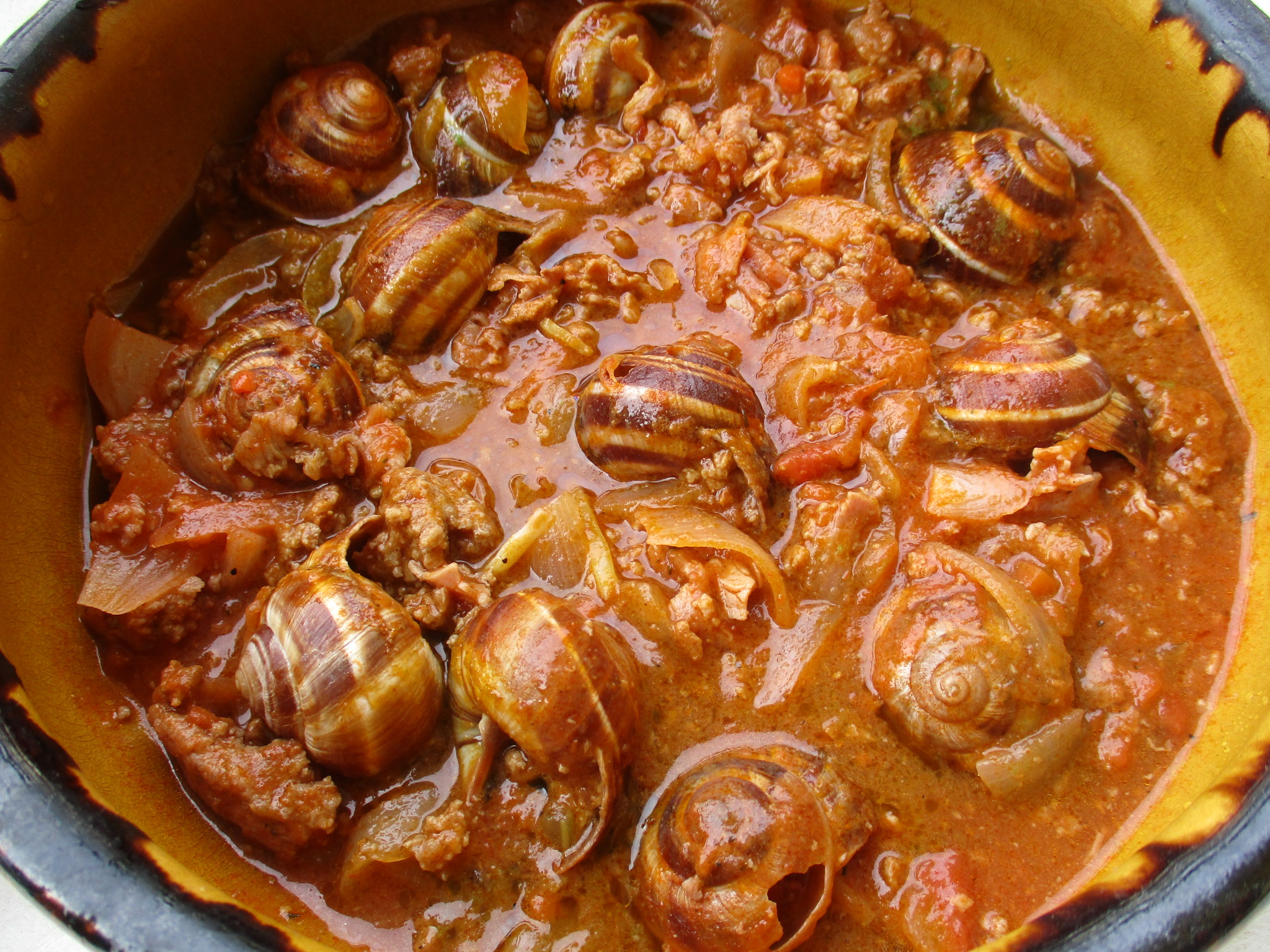
Escargots à la bordelaise (variante).
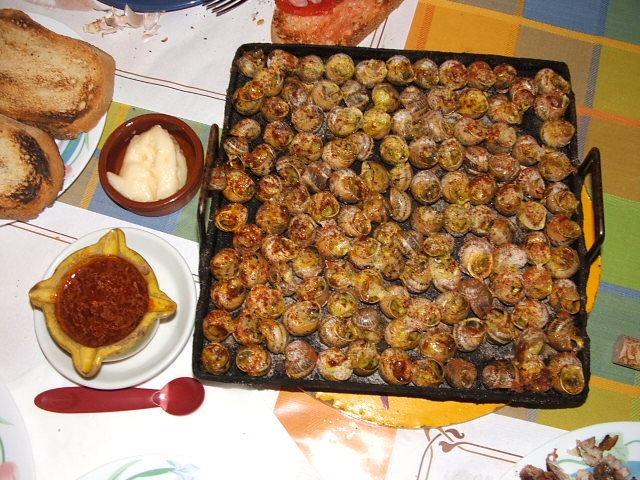
Cargolade (variante).
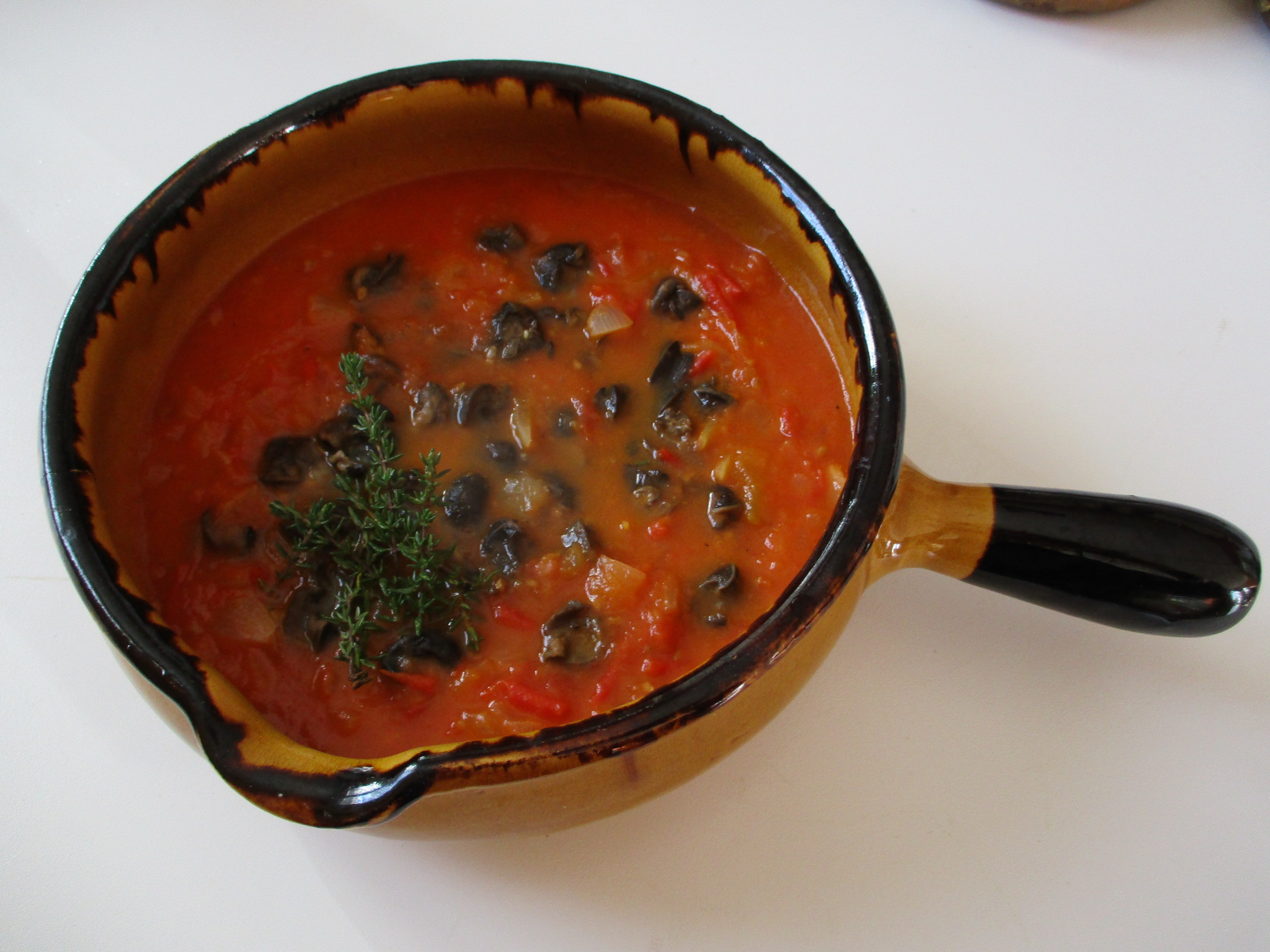
Escargots à la provençale (variante).